# Lijst van rijksmonumenten in Kaatsheuvel
De plaats Kaatsheuvel telt 13 inschrijvingen in het rijksmonumentenregister. Hieronder een overzicht.
| Object | Oorspronkelijke functie?  | Bouwjaar                   | Architect      | Locatie               | Coördinaten?                  | Nr.?   | Afbeelding                    |
| --- | ------------------------- | -------------------------- | -------------- | --------------------- | ----------------------------- | ------ | ----------------------------- |
| De Eendragt                                                                                                 | Industrie- en poldermolen | 1870                       |                | Zuidhollandsedijk 185 | 51° 40' 27" NB, 4° 59' 42" OL | 26171  | Meer afbeeldingen             |
| Kerk, gewijd aan de H.H. Martelaren van Gorkum                                                              | Kerk en kerkonderdeel     | 1893-1895                  | P. Stornebrink | Erasstraat 8          | 51° 39' 24" NB, 5° 0' 56" OL  | 524400 | Meer afbeeldingen             |
| Pastorie in eclectische stijl                                                                               | Kerkelijke dienstwoning   | 1896                       | Th. Smeele     | Erasstraat 6          | 51° 39' 24" NB, 5° 0' 56" OL  | 524401 | Meer afbeeldingen             |
| Pastorie in neogotische stijl                                                                               | Kerkelijke dienstwoning   | 1901                       | C.F. van Hoof  | Hoofdstraat 34        | 51° 39' 39" NB, 5° 2' 4" OL   | 524403 | Pastorie in neogotische stijl |
| Grafmonument op kerkhof                                                                                     | Begraafplaats en -onderdl | 1837                       |                | Hoofdstraat bij 34    | 51° 39' 38" NB, 5° 2' 6" OL   | 524404 | Meer afbeeldingen             |
| Eenlaags tussenruimte, vijf traveeën lang en drie breed en heeft een vergelijkbare detaillering als de kerk | Kerk en kerkonderdeel     | 1912 en 1913               | C.F. van Hoof  | Erasstraat 8          | 51° 39' 24" NB, 5° 0' 56" OL  | 525702 | Meer afbeeldingen             |
| Kerkhofkapel, centraal gelegen op het kerkhof                                                               | Kapel                     | 1906                       | C. van Hoof    | Erasstraat 6          | 51° 39' 24" NB, 5° 0' 56" OL  | 525703 | Meer afbeeldingen             |
| R.K. Kerk van de H. Johannes de Doper                                                                       | Kerk en kerkonderdeel     | tussen 1912 en 1913        | C.F. van Hoof  | Hoofdstraat 36        | 51° 39' 39" NB, 5° 2' 4" OL   | 525704 | Meer afbeeldingen             |
| Beeld van een Engelbewaarder                                                                                | Begraafplaats en -onderdl | ca. 1890                   |                | Hoofdstraat bij 34    | 51° 39' 38" NB, 5° 2' 6" OL   | 525705 | Meer afbeeldingen             |
| De neogotische calvarieberg met kruis en corpus                                                             | Begraafplaats en -onderdl | einde 19e eeuw (geplaatst) |                | Hoofdstraat bij 34    | 51° 39' 38" NB, 5° 2' 6" OL   | 525706 | Meer afbeeldingen             |
| Molen "De Couwenbergh" met pakhuis                                                                          | Industrie- en poldermolen | 1849 / 1881 / 1995         |                | Vaartstraat 102       | 51° 39' 39" NB, 5° 3' 11" OL  | 527688 | Meer afbeeldingen             |
| Sint Jozefkerk                                                                                              | Kerk en kerkonderdeel     | 1936                       | H.C. de Bever  | Wilhelminaplein 2     | 51° 39' 25" NB, 5° 2' 50" OL  | 530274 | Meer afbeeldingen             |
| Sint Jozefkerk Pastorie met garage                                                                          | Kerkelijke dienstwoning   | 1936                       | H.C. de Bever  | Wilhelminaplein 3     | 51° 39' 24" NB, 5° 2' 48" OL  | 532012 | Meer afbeeldingen             |